# Pseudomertensia moltkioides
Pseudomertensia moltkioides är en strävbladig växtart som först beskrevs av John Forbes Royle och George Bentham, och fick sitt nu gällande namn av Syed Muhammad Anwar Kazmi. Pseudomertensia moltkioides ingår i släktet Pseudomertensia och familjen strävbladiga växter. Inga underarter finns listade i Catalogue of Life.